# Gunnel Forsberg
Gunnel Elisabet Forsberg, född 3 januari 1950 i Bollnäs församling i Gävleborgs län, är en svensk professor emerita i kulturgeografi vid Stockholms universitet och prodekanus vid samhällsvetenskapliga fakulteten. Hon har även varit gästprofessor vid Karlstads universitet.
Forsbergs område är genusforskning inom kulturgeografin även kallat genusgeografi. Hon lade fram sin avhandling Industriomvandling och könsstruktur vid Uppsala universitet 1989. Hennes forskning har vidare berört landsbygdsfrågor och urban och regional utveckling.
Hon gifte sig 1985 med kulturgeografen Sune Berger, men skilde sig senare. Bland barnen märks musikproducenten Patrik Berger.